# 路加福音第3章
路加福音3章是《新約聖經·路加福音》的第3章，全章共有38節。

## 内容
内容包括施洗约翰对耶稣的介绍、耶稣的受浸（21节）与受膏（22节）。

### 施洗约翰
在路加福音3章1～20节，记载出身祭司家庭，撒加利亚的儿子的施洗约翰，离开耶路撒冷，到约旦河周围，犹太的旷野传道。
施洗约翰在犹太的旷野传道，宣扬犹太人需要悔改，并受浸，为使罪得赦免。其中关键词：“悔改”在希腊文中的原意是心思改变，生出懊悔而转移目标，从自己的思想、人生观、推理转向神的旨意。浸是将悔改的人在水中埋葬，使他们被水了结，藉着重生，使他们有新生的起头。悔改受浸是为罪得赦免，也使罪得赦免，以清除人因堕落而有的拦阻，使人得与神和好。
施洗约翰引用以赛亚书的预言“在旷野有人声喊着：预备主的道路，修直祂的途径。一切山洼都要填满，大小山冈都要削平；弯曲的要修为直路，崎岖的要改为坦途；凡属肉体的人，都要看见神的救恩。”，证明他要求人悔改，将人的心思转向耶稣基督，并预备人的心，来为耶稣预备道路，使他能有路，进入人心（道路），并且占有人心的各部分（途径），如心思、心情及心志等。所谓“山洼”、“山冈”、“弯曲”、“崎岖”，都是寓意的说法，描绘人与神之间，以及人与人之间的情形。
对于前来来受浸的法利赛人和撒都该人，施洗约翰严厉地责备他们为“毒蛇之种”，必须要为了逃避未来的审判而悔改，而不要自恃自己是亚伯拉罕肉身的子孙。并且预言说，由于犹太人不肯悔改，耶和华将这些“不结好果子的树”砍下来，另外兴起相信的外邦人作亚伯拉罕信心的后裔。。
此外，施洗约翰还引荐在他之后来的一位比他能力更大，“我就是给祂提鞋也不配”。
施洗约翰又表示，他是将人浸在水里，叫人悔改；但他以后将要来的那一位是将人浸在圣灵与火里。这样，在这一节中一共出现了3种浸：在水里的浸、在灵里的浸和在火里的浸。

### 耶稣受浸

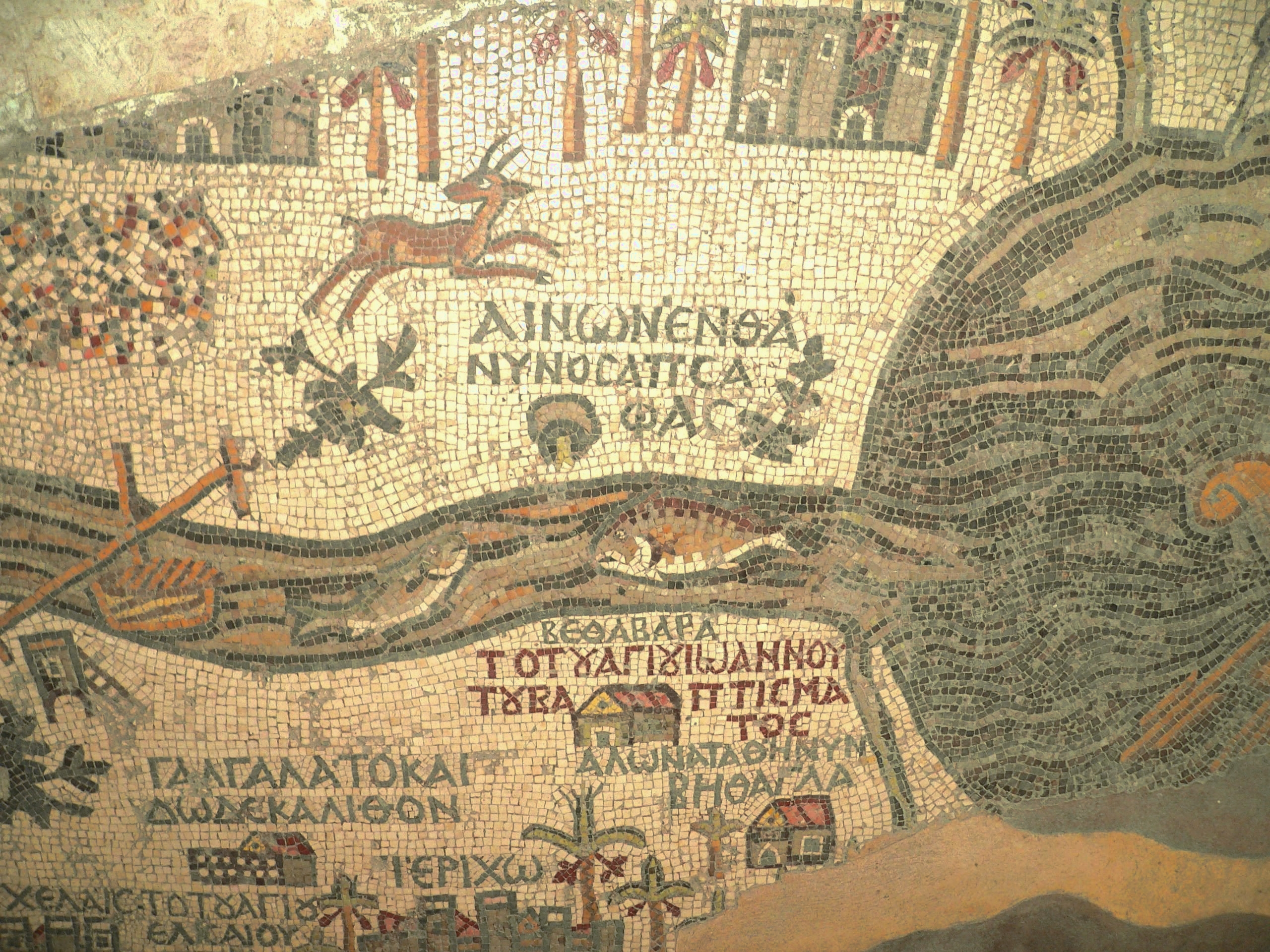
两个可能的受浸地点

在第21节，记载耶稣从加利利来到约但河，受约翰的浸。三卷对观福音都记载了耶稣受浸的事迹，只有约翰福音没有记载，这与这卷福音书强调耶稣是神有关，而在三卷对观福音中，耶稣都是站在人的地位上，来受约翰的浸。受浸也是表明将自己摆到死与复活里，表明耶稣将要开始的尽职（在实际死而复活的三年半以前）不是以天然的方式，而是以复活的方式来完成。
当耶稣受了浸，随即从水里上来，于是得到了三件事：天向他开了，神的灵仿佛鸽子落在他身上，天上又有声音说：“这是我的爱子，我喜悦你”。

### 谱系
随后在3章23-38节，记载了耶稣的第2份谱系。这份谱系从耶稣向上追溯，直到人类的始祖亚当。

## 相关研究

### 家谱
在对观福音书中，一共记载了耶稣的两份家谱。此处的这份家谱，与马太福音1章中所记述的有明显的不同。马太福音中的家谱只追溯到亚伯拉罕，而路加福音中的家谱一直追溯到人类的始祖亚当。

## 外部連結
- 路加福音第3章（和合本） （页面存档备份，存于）

| 先前 路加福音2章 | 新約聖經的章節 路加福音 | 其後 路加福音4章 |